# Козлов Дмитро Тимофійович
Козло́в Дмитро́ Тимофі́йович (нар. 23 жовтня (4 листопада) 1896, с. Разгуляйка, Нижньогородська губернія, Російська імперія  — 6 грудня 1967, Мінськ, СРСР) — радянський воєначальник, генерал-лейтенант (1940).